# Luis Saritama
Luis Fernando Saritama Padilla (ur. 20 października 1983 w Loja) – ekwadorski piłkarz grający na pozycji środkowego pomocnika.

## Kariera klubowa
Saritama jest wychowankiem klubu Deportivo Quito. W 2001 roku zaliczył swój pierwszy mecz w pierwszej lidze ekwadorskiej, ale poza debiutem nie zagrał ani razu. W 2002 roku był już podstawowym zawodnikiem zespołu i wraz z Marlonem Ayoví i Edisonem Méndezem stanowił o sile linii pomocy, ale klub zajął ostatecznie 5. miejsce w lidze. W 2003 roku Saritama wraz z Deportivo zakończył sezon na 4. pozycji, a w połowie 2004 wraz z klubowym kolegą Johnnym Baldeonem przeszedł do peruwiańskiej Alianzy Lima. Obaj poprowadzili ten zespół do triumfu w lidze peruwiańskiej, ale po sezonie powrócili do Deportivo Quito. Saritama grał w stołecznym klubie jeszcze przez półtora roku (w 2005 stał się jego kapitanem), a łącznie wystąpił dla niego w 156 razy i strzelił 25 goli.
25 lipca 2006 Saritama podpisał kontrakt z meksykańskim klubem Tigres UANL, w którym występował niegdyś inny znany Ekwadorczyk Ivan Hurtado. Z UANL nie wyszedł jednak z grupy do play-off fazy Apertura i w styczniu 2007 przeszedł do stołecznej Amériki, z którą został wicemistrzem fazy Clausura. Latem 2007 Saritama powrócił do zespołu Alianzy Lima.
| Sezon   | Klub            | Kraj    | Rozgrywki                                | Mecze | Bramki |
| ------- | --------------- | ------- | ---------------------------------------- | ----- | ------ |
| 2001    | Deportivo Quito | Ekwador | Campeonato Ecuatoriano de Fútbol         | 1     | 0      |
| 2002    | Deportivo Quito | Ekwador | Campeonato Ecuatoriano de Fútbol         | 27    | 1      |
| 2003    | Deportivo Quito | Ekwador | Campeonato Ecuatoriano de Fútbol         | 41    | 7      |
| 2004    | Deportivo Quito | Ekwador | Campeonato Ecuatoriano de Fútbol         | 34    | 5      |
| 2004    | Alianza Lima    | Peru    | Primera División                         | 14    | 0      |
| 2005    | Deportivo Quito | Ekwador | Campeonato Ecuatoriano de Fútbol         | 35    | 5      |
| 2006    | Deportivo Quito | Ekwador | Campeonato Ecuatoriano de Fútbol         | 18    | 7      |
| 2006/07 | Tigres UANL     | Meksyk  | Primera División                         | 14    | 1      |
| 2006/07 | Club América    | Meksyk  | Primera División                         | 7     | 0      |
| 2007    | Alianza Lima    | Peru    | Primera División                         |       |        |
|         |                 |         | Łącznie w lidze ekwadorskiej             | 156   | 25     |
|         |                 |         | Łącznie w peruwiańskiej Primera División | 14    | 0      |
|         |                 |         | Łącznie w meksykańskiej Primera División | 21    | 1      |

## Kariera reprezentacyjna
W reprezentacji Ekwadoru Saritama zadebiutował 11 czerwca 2003 roku w zremisowanym 2:2 meczu z Peru. Wcześniej występował niemal w każdej młodzieżowej reprezentacji – U-18, U-20 i U-23. W 2004 roku zaliczył swój pierwszy wielki turniej – Copa América 2004, na którym jego rodacy nie wyszli z grupy. W 2006 roku został powołany do kadry na Mistrzostwa Świata w Niemczech, ale nie wystąpił tam w żadnym ze spotkań.